# Czarnocinek (gromada)
Czarnocinek – dawna gromada, czyli najmniejsza jednostka podziału terytorialnego Polskiej Rzeczypospolitej Ludowej w latach 1954–1972.
Gromady, z gromadzkimi radami narodowymi (GRN) jako organami władzy najniższego stopnia na wsi, funkcjonowały od reformy reorganizującej administrację wiejską przeprowadzonej jesienią 1954 do momentu ich zniesienia z dniem 1 stycznia 1973, tym samym wypierając organizację gminną w latach 1954–1972.
Gromadę Czarnocinek z siedzibą GRN w Czarnocinku utworzono – jako jedną z 8759 gromad na obszarze Polski – w powiecie ciechanowskim w woj. warszawskim, na mocy uchwały nr VI/10/1/54 WRN w Warszawie z dnia 5 października 1954. W skład jednostki weszły obszary dotychczasowych gromad Czarnocin (z Kontrewersem) i Czarnocinek ze zniesionej gminy Regimin oraz obszary dotychczasowych gromad Rydzewo i Wólka Rydzewska ze zniesionej gminy Nużewo w powiecie ciechanowskim, a także obszary dotychczasowych gromad Budy Wolińskie, Marianowo i Wola Kanigowska ze zniesionej gminy Unierzyż w powiecie mławskim (woj. warszawskie). Dla gromady ustalono 15 członków gromadzkiej rady narodowej.
31 grudnia 1959 z gromady Czarnocinek wyłączono wsie Budy Wolińskie, Marianowo, Wola Kanigowska, Rydzewo i Wólka Rydzewska, kolonie Sujki i Romanowo oraz leśniczówkę Bronisławek, włączając je do gromady Chotum w tymże powiecie, po czym gromadę Czarnocinek zniesiono a jej (pozostały) obszar włączono do gromady Niedzbórz tamże.